# Oakland Raiders 1974
La stagione 1974 degli Oakland Raiders è stata la quinta della franchigia nella National Football League, la 15ª complessiva. La squadra vinse il quarto titolo di division degli ultimi cinque anni. Nel divisional round dei playoff la squadra batté i Miami Dolphins bi-campioni in carica che l'aveva eliminata l'anno precedente. Sette giorni dopo i Raiders furono eliminati dai Pittsburgh Steelers, una squadra con cui era sorta un'accesa rivalità in quegli anni, malgrado un vantaggio di 10-3 al termine del terzo quarto.

## Scelte nel Draft 1974
Nel secondo giro i Raiders scelsero il tight end Dave Casper che venne convocato per cinque Pro Bowl consecutivi e fu inserito nella Pro Football Hall of Fame.
| Scelte dei Raiders nel Draft 1973 |        |                  |       |                 |
| Giro                              | Scelta | Giocatore        | Ruolo | College         |
| 1                                 | 19     | Henry Lawrence   | T     | Florida A&M     |
| 2                                 | 45     | Dave Casper      | TE    | Notre Dame      |
| 3                                 | 75     | Mark van Eeghen  | RB    | Colgate         |
| 4                                 | 93     | Morris Bradshaw  | WR    | Ohio St.        |
| 5                                 | 123    | Pete Wessel      | DB    | Northwestern    |
| 6                                 | 148    | James McAlister  | RB    | UCLA            |
| 7                                 | 175    | Rod Garcia       | K     | Stanford        |
| 9                                 | 227    | Ken Pope         | DB    | Oklahoma        |
| 10                                | 253    | Chris Arnold     | DB    | Virginia St.    |
| 11                                | 279    | Harold Hart      | RB    | Texas Southern  |
| 12                                | 305    | Noe Gonzalez     | RB    | Texas St.       |
| 13                                | 330    | Mike Dennery     | LB    | Southern Miss   |
| 14                                | 357    | Don Willingham   | RB    | Wisc-Milwaukee  |
| 15                                | 383    | Greg Mathis      | DB    | Idaho St.       |
| 16                                | 409    | Delario Robinson | WR    | Kansas          |
| 17                                | 435    | James Morris     | DT    | Missouri Valley |

## Calendario

### Stagione regolare
| Stagione regolare |                        |           |
| Turno             | Avversario             | Risultato |
| 1                 | at Buffalo Bills       | S 21–20   |
| 2                 | Kansas City Chiefs     | V 27–7    |
| 3                 | at Pittsburgh Steelers | V 17–0    |
| 4                 | at Cleveland Browns    | V 40–24   |
| 5                 | at San Diego Chargers  | V 14–10   |
| 6                 | Cincinnati Bengals     | V 30–27   |
| 7                 | at San Francisco 49ers | V 35–24   |
| 8                 | at Denver Broncos      | V 28–17   |
| 9                 | Detroit Lions          | V 35–13   |
| 10                | San Diego Chargers     | V 17–10   |
| 11                | Denver Broncos         | S 20–17   |
| 12                | New England Patriots   | V 41–26   |
| 13                | at Kansas City Chiefs  | V 7–6     |
| 14                | Dallas Cowboys         | V 27–23   |

### Playoff
| Playoff                 |                  |                     |           |          |
| Turno                   | Data             | Avversario          | Risultato | Pubblico |
| Divisional              | 21 dicembre 1974 | Miami Dolphins      | V 28–26   | 52.817   |
| Conference Championship | 29 dicembre 1974 | Pittsburgh Steelers | S 24–13   | 53.515   |

## Roster
| Roster degli Oakland Raiders nel 1974 |
| --- |
| Quarterback - 3 Daryle Lamonica - 13 Larry Lawrence - 12 Ken Stabler Running Back - 40 Pete Banaszak - 28 Clarence Davis - 44 Marv Hubbard - 23 Charlie Smith - 30 Mark van Eeghen FB Wide Receiver - 25 Fred Biletnikoff - 81 Morris Bradshaw - 21 Cliff Branch - 49 Mike Siani Tight End - 87 Dave Casper - 88 Bob Moore Offensive Linemen - 64 George Buehler G - 50 Dave Dalby C - 00 Jim Otto C - 78 Art Shell T - 63 Gene Upshaw G - 75 John Vella T Defensive Linemen - 84 Tony Cline DE - 82 Horace Jones DE - 71 Kelvin Korver DT - 60 Otis Sistrunk DE - 77 Bubba Smith DE - 80 Art Thoms DT Linebacker - 55 Dan Conners - 86 Gerald Irons - 58 Monte Johnson - 41 Phil Villapiano Defensive Back - 43 George Atkinson FS - 24 Willie Brown CB - 27 Ron Smith SS - 31 Jack Tatum FS - 26 Skip Thomas CB - 20 Jimmy Warren - 43 Nemiah Wilson CB Special Team - 16 George Blanda K - 8 Ray Guy P - 6 George Jakowenko K                                                         |
| Legenda - I rookie sono in corsivo. - Il primo ruolo è il principale mentre gli eventuali successivi indicano i ruoli secondari. - (IR) sta per Injured Reserve ed indica la lista ristretta per un solo giocatore infortunato che può tornare ad allenarsi dopo la settimana 6 e a rientrare in prima squadra dopo che questa ha giocato 8 partite. - (NF-Inj.) / (NF-Ill.) stanno rispettivamente per Non-Football Injured e Non-Football Illness ed indicano le liste dove viene inserito un giocatore che ha un infortunio o una malattia non dipendente dal football americano. - (PUP) sta per Physically Unable to Perform ed indica la lista dove viene inserito un giocatore mentre è in attesa di recuperare la condizione fisica. Nella stagione regolare dopo la sesta partita giocata dalla propria squadra, il giocatore ha tempo tre settimane per riprendere ad allenarsi, più tre settimane aggiuntive dal suo rientro agli allenamenti per rientrare in prima squadra. |

## Classifiche
| AFC West Division  |    |   |   |      |     |       |     |     |     |
|                    | V  | S | P | %    | DIV | CONF  | PF  | PS  | STR |
| Oakland Raiders    | 12 | 2 | 0 | .857 | 5–1 | 9–2   | 355 | 228 | V3  |
| Denver Broncos     | 7  | 6 | 1 | .536 | 3–3 | 5–4–1 | 302 | 294 | S1  |
| Kansas City Chiefs | 5  | 9 | 0 | .357 | 2–4 | 4–7   | 212 | 285 | S2  |
| San Diego Chargers | 5  | 9 | 0 | .357 | 2–4 | 4–7   | 233 | 293 | V2  |

## Premi
- Ken Stabler:

MVP della NFL
giocatore offensivo dell'anno